# Germà d'Auxerre
Germà d'Auxerre (en llatí Germanus Autissiodorensis) que va viure entre els anys 378 i 448 aproximadament, va ser un bisbe gal d'Auxerre. És venerat com a sant per diverses confessions cristianes.

## Biografia

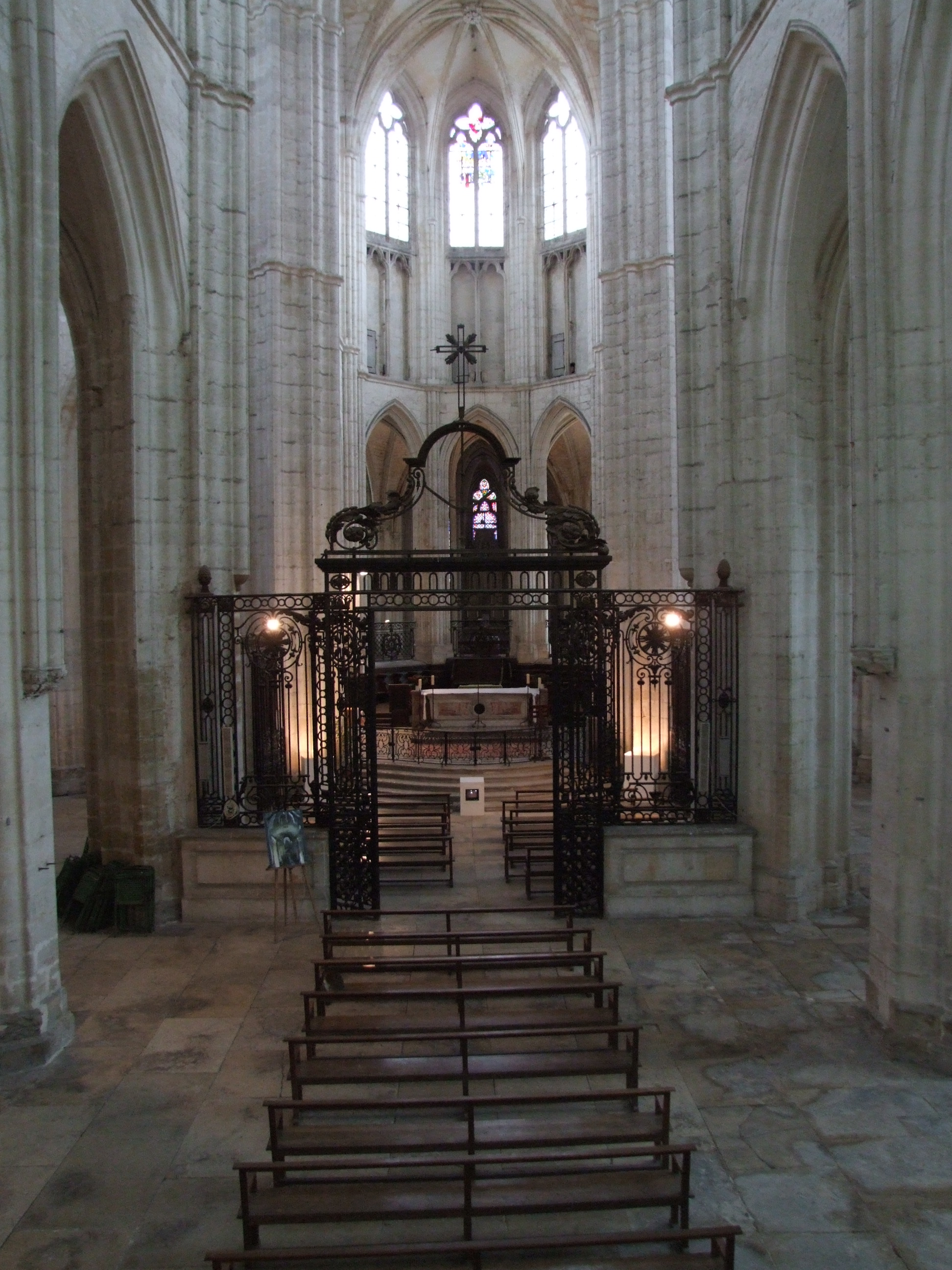
Església de l'abadia d'Auxerre, on va estar enterrat el sant fins al 1567, quan el cos va ser cremat pels hugonots.

Va néixer a Auxerre cap a l'any 378, de pares nobles, que li van donar una bona educació. Va ser nomenat governador d'Armòrica i després comandant militar a diverses províncies. Va abraçar la religió cristiana i el bisbe d'Auxerre Amador, el va ordenar diaca. A la mort d'Amador va ser escollit per unanimitat successor seu. Va governar el bisbat del 418 al 448 o 449, i molt apreciat per la seva dedicació. Va combatre els heretges, i era famós per la seva habilitat en la predicació, la seva santedat i pels miracles que va fer. Va fundar-hi el monestir dels sants Cosme i Damià. Va visitar dues vegades Britànnia per combatre l'heretgia dels pelagians, la primera el 429 o 430 juntament amb Llop de Troyes, nebot seu, i la segona el 446 o 447 poc abans de la seva mort.
Segons explica Beda, va morir a Ravenna el 31 de juliol de l'any 448 o potser el 449. Els armoricans es van revoltar i per obtenir el perdó de l'emperador, Germà va anar en pelegrinatge fins a Ravenna, llavors capital imperial; obtingut el perdó, va morir abans de poder tornar-ne.

## Veneració
Va escriure un relat sobre la mort del rei Gourtigirnus o Vortigern de Britànnia, que ara no existeix però que cita Nennius. Va ser enterrat a l'oratori de Sant Maurici a Auxerre, construït per ell mateix, i que amb el temps va ser una església i després una abadia (Abadia de Sant Germà, fundada per la reina Clotilde, esposa de Clodoveu I). El seu cos incorrupte es va trobar anys després i es va conservar a l'església en lloc preferent fins que els hugonots el van destruir l'any 1567. Èric d'Auxerre va escriure una obra, Miracula santi Germani, sobre els miracles de Germà.